# Tryall Golf Club
De Tryall Golf Club is een golfclub gelegen aan de noordkust van Jamaica, ten Westen van Montego Bay, tussen Hopewell en Sandy Bay (Hanover). De golfbaan maakt deel uit van een resort, dat in 1957 geopend werd.

## Ontstaan
Tryall is een voormalige suikerrietplantage, die door de Engelsen in de 17de eeuw is aangelegd. Hiervan zijn nog enkele overblijfselen te zien zoals een gietijzeren waterrad en een deel van een aquaduct. Begin januari 1832 werd de plantage tijdens de Baptist War, de grote slavenopstand op Jamaica, in brand gestoken. Bij de ingang van het huidige hotel is een deel te zien van de grafsteen van Robert Allen, de opzichter die door de rebellen werd neergeschoten. In 1834 werd het Great House in georgiaanse stijl gebouwd.
Na de afschaffing van de slavernij in de 19e eeuw is de plantage overgestapt op kokospalmen. Door het achteruit gaan van de markt voor kokos werd de productie van de kokosnoten in 1939 beëindigd. Als extra inkomstenbron is de toenmalige eigenaar in de jaren '30 al begonnen het Great House als guest house te gebruiken. In de jaren '50 is het landgoed verkocht aan een aantal Amerikaanse ondernemers, w.o. John Connally en Lloyd Bentsen, beiden uit Texas. Er zijn sinds 1959 ruim 80 villa's gebouwd. In 1962 werd de golfbaan geopend. Vanaf begin jaren 70 is het resort verder uitgebreid. Op 8 september 1988 sloeg orkaan Gilbert toe. Deze heeft ook op Tryall veel schade veroorzaakt: 32 woningen moesten worden herbouwd of gerestaureerd.

## Golf
Jamaica heeft anno 2015 twaalf golfbanen met 18 holes, zes daarvan liggen bij Montego Bay. Tryall is in die regio de oudste.
De baan van Tryall werd ontworpen door Ralph Plummer en heeft een par van 72. De eerste negen holes liggen langs de Caraïbische Zee, de andere holes liggen in de heuvels.
In 1963 speelden Dow Finsterwald en Peter Alliss een strokeplay demonstratietoernooi dat deel uitmaakte van de Shell's Wonderful World of Golf en op televisie werd uitgezonden. Aan datzelfde programma deden jarenlang steeds twee beroemde spelers mee. Zo speelden in 1963 Gerard de Wit en Byron Nelson op de Koninklijke Haagsche Golf & Country Club en in 1964 Flory van Donck en Dave Marr op de Koninklijke Golf Club van België.
In 1989 t/m 1991 werden de enige drie edities van The Jamaica Classic op Tryall gespeeld, een toernooi van de LPGA Tour (niet te verwarren met de Jamaica Classic van de Europese Senior Tour).
In 1991 werd het Johnnie Walker World Golf Championship gespeeld. Het prijzengeld was $2.500.000, waarvan Fred Couples, de winnaar, $550,000 kreeg.  Het stond op de agenda van de Amerikaanse PGA Tour maar het prijzengeld telde niet mee voor de ranking. Nadat het toernooi vijf keer was gespeeld, werd het stopgezet en in 1999 werden de World Golf Championships opgericht.
In 1992 werd land bijgekocht, waarna de baan werd gerenoveerd en uitgebreid.

### Internationale toernooien[2]
- Shell's Wonderful World of Golf: 1963
- The Jamaica Classic: 1989 t/m 1991
- Johnnie Walker World Golf Championship: 1991 t/m 1995